# Léon Crémière

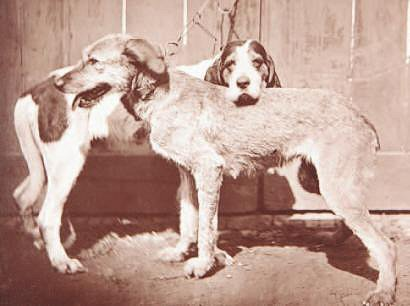
Chiens de chasse, 1880

Léon Crémière (1831, Paříž – 1913, tamtéž) byl francouzský fotograf aktivní v 19. století.

## Biografie
Pracoval jako asistent André Adolphe Eugène Disderiho, který si založil své vlastní fotografické studio v Paříži v roce 1862 a specializoval se na fotografování loveckých psů a koní.
Sídlo měl na 28 rue de Laval v Paříži, v roce 1866 se stal dvorním fotografem Napoleona III. Využíval uměleckého pseudonymu Lazare.
Vydal sbírky fotografií a v roce 1866 založil ilustrovaný týdeník Le Centaure věnovaný sportovnímu lovu, zemědělství a umění, který vydával až do roku 1868. Tyto tisky byly často ilustrovány fotografiemi.

## Galerie

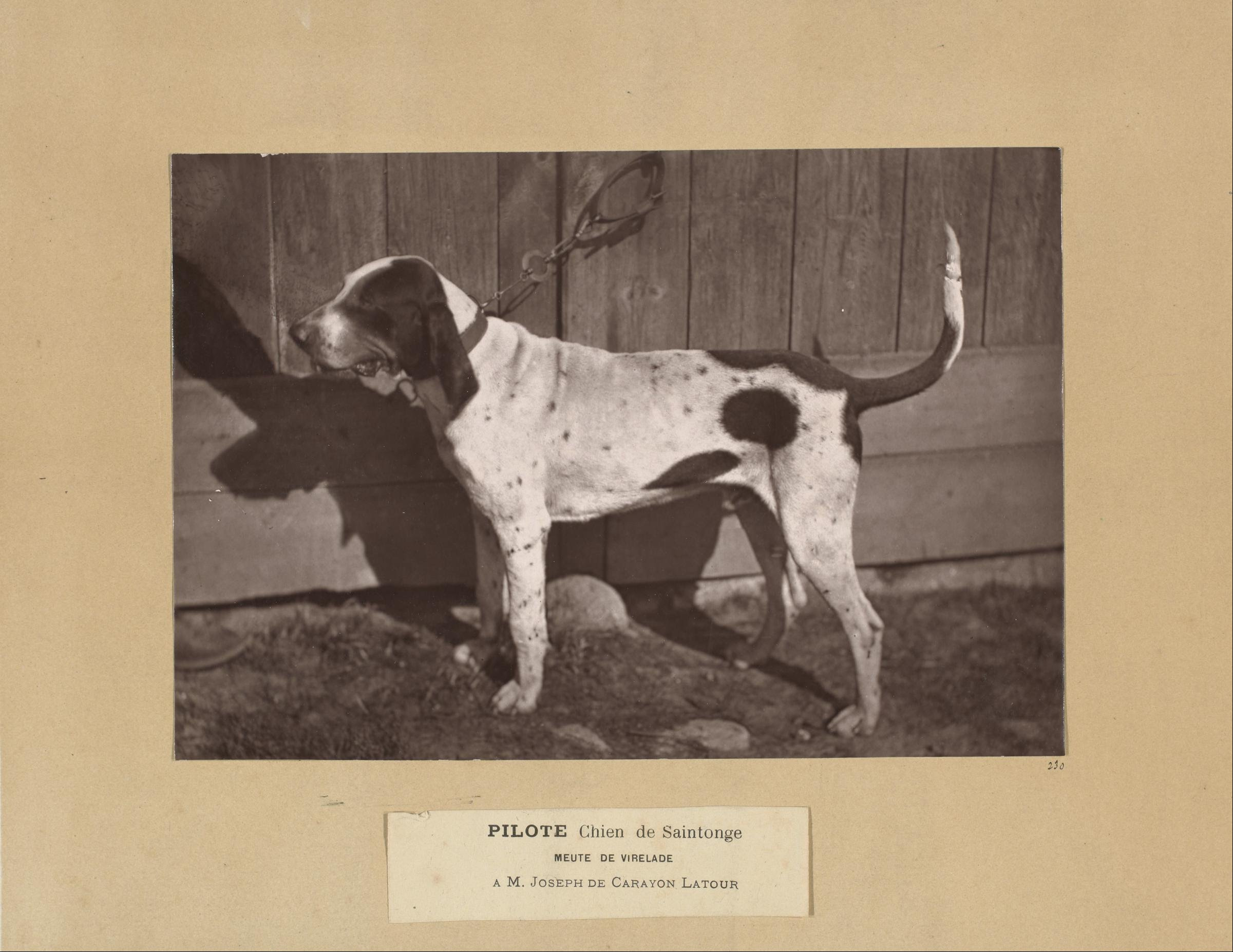
Léon Crémière - Pilote, Chien de Saintonge, Meute de Virelade, A.M. Joseph de Carayon Latour
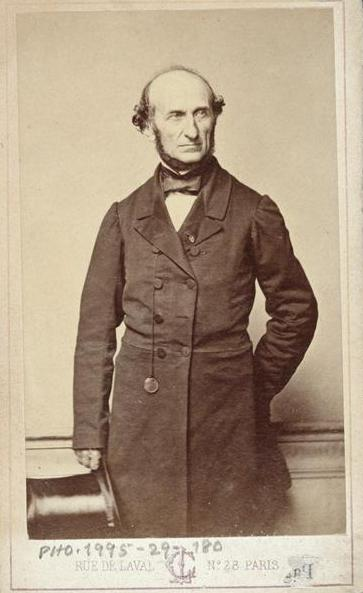
Crémière - Dr Conneau (1803-1877), sénateur
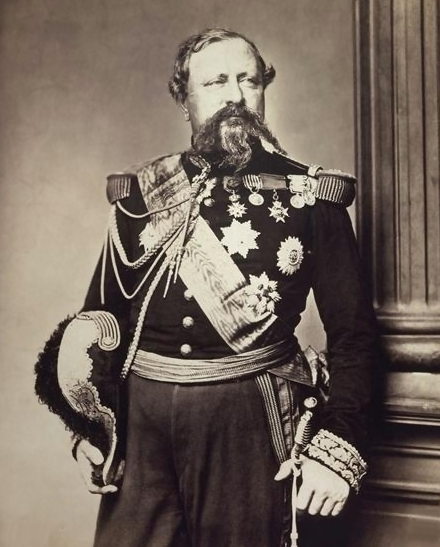
Edmond Leboeuf
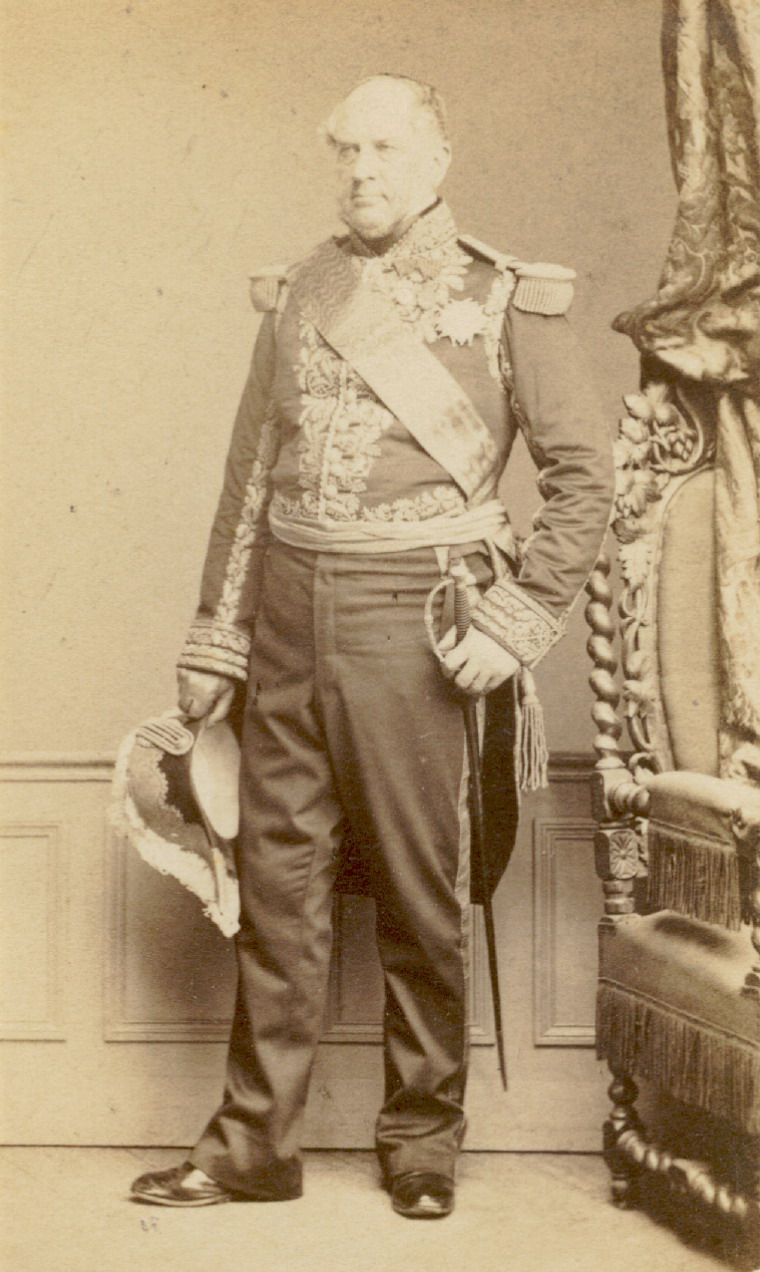
Hamelin
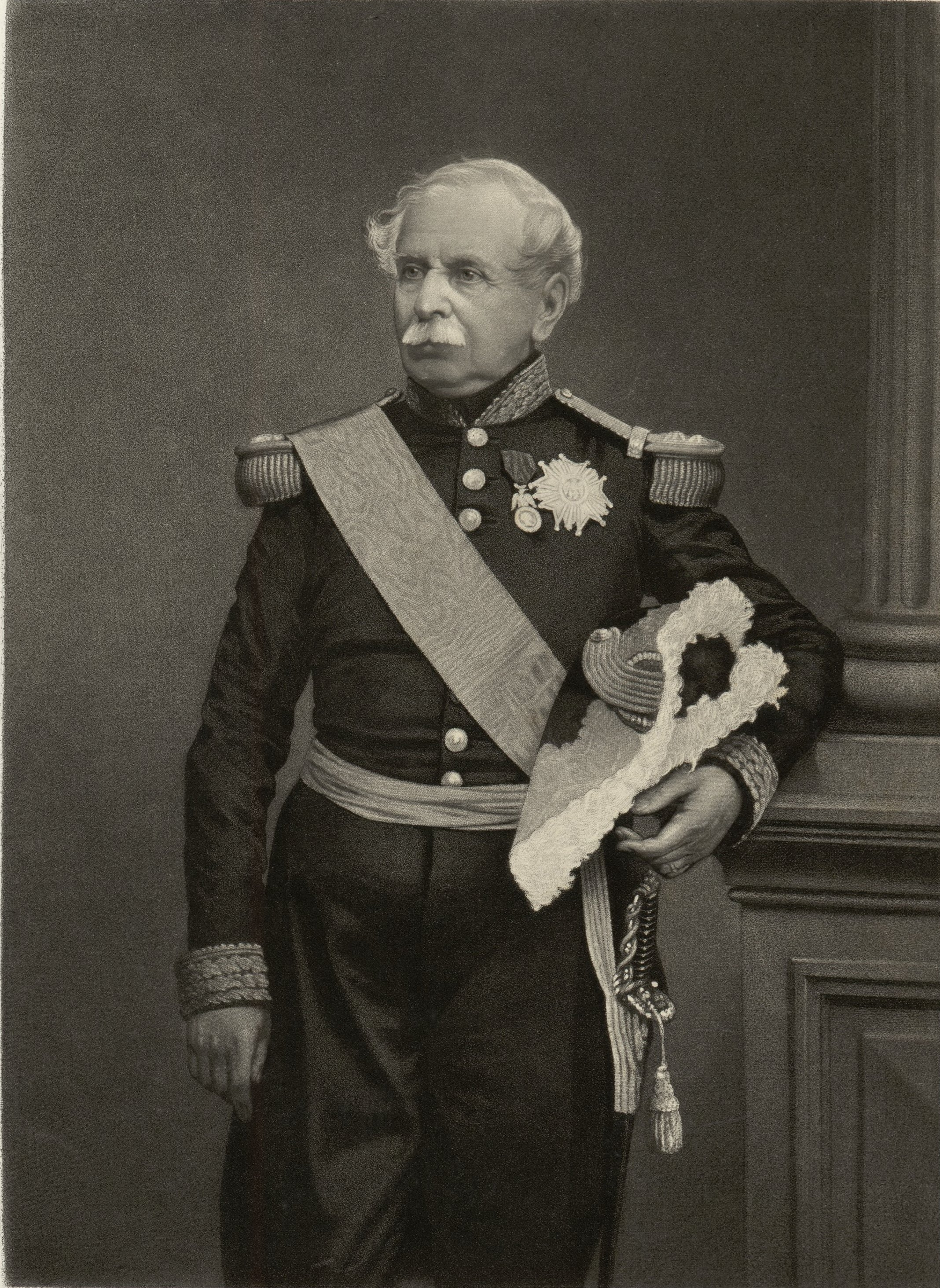
Randon